# Токио
Токио (јап. 東京), званично Метропола Токио (東京都 Tōkyō-to), јесте метропола — град састављен од више делова, који се могу сматрати засебним градовима. Токио се састоји од 26 градова, 6 градића и осам села који су током векова срасли заједно. Простире се на преко 2000 km² и обухвата два ланца острва која се протежу до 185 km од центра града. Такође, подељен је на 23 општине које имају своје градоначелнике и своју управу, а обухвата и четири национална парка. Токио је град са највише становника на планети — у њему живи више од 35 милиона људи. Иако званични подаци о томе не постоје, Токио се истовремено сматра и центром светске технологије и градом који се највише приближио призорима градова из дела научне фантастике. У Токију су одржане Летње олимпијске игре 1964. и Летње олимпијске игре 2020.
Метрополитанска префектура Токио има око 13 милиона становника, док преко 20 милиона људи сваки дан путује из околних подручја ради посла. Токио је централно место јапанске политике, економије, културе и образовања, као и град у ком столује јапански цар. Токио је и пословни и финансијски центар источне Азије. Занимљиво је да има далеко мање небодера него други градови сличне величине. Разлог томе су стандарди у градњи који су захтевани због честих земљотреса. Зграда градске владе (Токио метрополитен) је највиши небодер у Токију. Токио има најкомплекснији систем јавног превоза на свету.
У дословном преводу Токио значи "источна престоница" на јапанском, а име је добила зато што се стара престоница (Кјото) налазила на западу и била је преименована у "Саикјо" (西京 Saikyō), што значи "западна престоница", у току деветнаестог века. До 1870. Токио је био познат под именом "Едо" (у неким европским језицима се изговара "Једо"). Када се Царска породица преселила из Кјота, име је промењено.

## Историја
Први трагови о животу на простору данашњег Токија потичу из 7. века. Тада је, наиме, изграђен најстарији токијски будистички храм. По легенди, овај храм изграђен је након што су два брата рибара пронашла златну статуу богиње Канон. Да би статуа била удомљена, изграђена је прво мала капела која се временом проширила у храм. Храм Сенсођи постоји и данас. Готово да је био уништен током Другог светског рата, али је 1958. године обновљен. Тврђава око градића Едо, како се првобитно звао Токио, грађена је средином 15. века. Али, прави процват долази тек 1524. године. Након више векова ратова између велепоседника, војни заповедник, шогун Токугава Ијејасу успоставља мир и уједињује Јапан. Успоставља Шогунат Токугава и сели се у градић Едо, који добија на значају, иако није званична престоница. Токио ће своје садашње име добити 1869. године, када император Меиџи сели своје седиште из Кјота. Тада је укинута власт шогуна и цар постаје једини владар. Иначе, назив Токио у преводу значи Престоница Истока.

## Географија
- Сателитски снимак Токија
- Карта из (1888) Мејерсовог лексикона.

### Језера, планине и острва
У Токију се налази језеро Окутама
Следеће планине се налазе у Токију:
- Кумотори
- Такао
- Митаке
- Михара

Острва која се налазе у Токију су:
- Изу острва:
- Огасавара острва

### Клима
| Клима Отемачи, Чијода вард, Токио (1981–2010)                 | Клима Отемачи, Чијода вард, Токио (1981–2010) | Клима Отемачи, Чијода вард, Токио (1981–2010) | Клима Отемачи, Чијода вард, Токио (1981–2010) | Клима Отемачи, Чијода вард, Токио (1981–2010) | Клима Отемачи, Чијода вард, Токио (1981–2010) | Клима Отемачи, Чијода вард, Токио (1981–2010) | Клима Отемачи, Чијода вард, Токио (1981–2010) | Клима Отемачи, Чијода вард, Токио (1981–2010) | Клима Отемачи, Чијода вард, Токио (1981–2010) | Клима Отемачи, Чијода вард, Токио (1981–2010) | Клима Отемачи, Чијода вард, Токио (1981–2010) | Клима Отемачи, Чијода вард, Токио (1981–2010) | Клима Отемачи, Чијода вард, Токио (1981–2010) |
| Показатељ \ Месец                                             | .Јан.                                         | .Феб.                                         | .Мар.                                         | .Апр.                                         | .Мај.                                         | .Јун.                                         | .Јул.                                         | .Авг.                                         | .Сеп.                                         | .Окт.                                         | .Нов.                                         | .Дец.                                         | .Год.                                         |
| ------------------------------------------------------------- | --------------------------------------------- | --------------------------------------------- | --------------------------------------------- | --------------------------------------------- | --------------------------------------------- | --------------------------------------------- | --------------------------------------------- | --------------------------------------------- | --------------------------------------------- | --------------------------------------------- | --------------------------------------------- | --------------------------------------------- | --------------------------------------------- |
| Апсолутни максимум, °C (°F)                                   | 22,6 (72,7)                                   | 24,9 (76,8)                                   | 25,3 (77,5)                                   | 29,2 (84,6)                                   | 32,2 (90)                                     | 36,2 (97,2)                                   | 39,5 (103,1)                                  | 39,1 (102,4)                                  | 38,1 (100,6)                                  | 32,6 (90,7)                                   | 27,3 (81,1)                                   | 24,8 (76,6)                                   | 39,5 (103,1)                                  |
| Максимум, °C (°F)                                             | 9,6 (49,3)                                    | 10,4 (50,7)                                   | 13,6 (56,5)                                   | 19,0 (66,2)                                   | 22,9 (73,2)                                   | 25,5 (77,9)                                   | 29,2 (84,6)                                   | 30,8 (87,4)                                   | 26,9 (80,4)                                   | 21,5 (70,7)                                   | 16,3 (61,3)                                   | 11,9 (53,4)                                   | 19,8 (67,6)                                   |
| Просек, °C (°F)                                               | 5,2 (41,4)                                    | 5,7 (42,3)                                    | 8,7 (47,7)                                    | 13,9 (57)                                     | 18,2 (64,8)                                   | 21,4 (70,5)                                   | 25,0 (77)                                     | 26,4 (79,5)                                   | 22,8 (73)                                     | 17,5 (63,5)                                   | 12,1 (53,8)                                   | 7,6 (45,7)                                    | 15,4 (59,7)                                   |
| Минимум, °C (°F)                                              | 0,9 (33,6)                                    | 1,7 (35,1)                                    | 4,4 (39,9)                                    | 9,4 (48,9)                                    | 14,0 (57,2)                                   | 18,0 (64,4)                                   | 21,8 (71,2)                                   | 23,0 (73,4)                                   | 19,7 (67,5)                                   | 14,2 (57,6)                                   | 8,3 (46,9)                                    | 3,5 (38,3)                                    | 11,6 (52,9)                                   |
| Апсолутни минимум, °C (°F)                                    | −9,2 (15,4)                                   | −7,9 (17,8)                                   | −5,6 (21,9)                                   | −3,1 (26,4)                                   | 2,2 (36)                                      | 8,5 (47,3)                                    | 13,0 (55,4)                                   | 15,4 (59,7)                                   | 10,5 (50,9)                                   | −0,5 (31,1)                                   | −3,1 (26,4)                                   | −6,8 (19,8)                                   | −9,2 (15,4)                                   |
| Количина падавина, mm (in)                                    | 52,3 (2,059)                                  | 56,1 (2,209)                                  | 117,5 (4,626)                                 | 124,5 (4,902)                                 | 137,8 (5,425)                                 | 167,7 (6,602)                                 | 153,5 (6,043)                                 | 168,2 (6,622)                                 | 209,9 (8,264)                                 | 197,8 (7,787)                                 | 92,5 (3,642)                                  | 51,0 (2,008)                                  | 1.528,8 (60,189)                              |
| Количина снега, cm (in)                                       | 5 (2)                                         | 5 (2)                                         | 1 (0,4)                                       | 0 (0)                                         | 0 (0)                                         | 0 (0)                                         | 0 (0)                                         | 0 (0)                                         | 0 (0)                                         | 0 (0)                                         | 0 (0)                                         | 0 (0)                                         | 11 (4,3)                                      |
| Дани са падавинама (≥ 0.5 mm)                                 | 5,3                                           | 6,2                                           | 11,0                                          | 11,0                                          | 11,4                                          | 12,7                                          | 11,8                                          | 9,0                                           | 12,2                                          | 10,8                                          | 7,6                                           | 4,9                                           | 114,0                                         |
| Дани са снегом                                                | 2,8                                           | 3,7                                           | 2,2                                           | 0,2                                           | 0,0                                           | 0,0                                           | 0,0                                           | 0,0                                           | 0,0                                           | 0,0                                           | 0,0                                           | 0,8                                           | 9,7                                           |
| Релативна влажност, %                                         | 52                                            | 53                                            | 56                                            | 62                                            | 69                                            | 75                                            | 77                                            | 73                                            | 75                                            | 68                                            | 65                                            | 56                                            | 65                                            |
| Сунчани сати — месечни просек                                 | 184,5                                         | 165,8                                         | 163,1                                         | 176,9                                         | 167,8                                         | 125,4                                         | 146,4                                         | 169,0                                         | 120,9                                         | 131,0                                         | 147,9                                         | 178,0                                         | 1.876,7                                       |
| Извор: Јапанска метереолошка агенција (подаци 1872–садашњост) |                                               |                                               |                                               |                                               |                                               |                                               |                                               |                                               |                                               |                                               |                                               |                                               |                                               |

Западна планинска област Токија, Окутама такође лежи у области влажне суптропске климе (Кепенова класификација Cfa).
| Клима Огоучи, Окутама град, Токио (1981–2010) | Клима Огоучи, Окутама град, Токио (1981–2010) | Клима Огоучи, Окутама град, Токио (1981–2010) | Клима Огоучи, Окутама град, Токио (1981–2010) | Клима Огоучи, Окутама град, Токио (1981–2010) | Клима Огоучи, Окутама град, Токио (1981–2010) | Клима Огоучи, Окутама град, Токио (1981–2010) | Клима Огоучи, Окутама град, Токио (1981–2010) | Клима Огоучи, Окутама град, Токио (1981–2010) | Клима Огоучи, Окутама град, Токио (1981–2010) | Клима Огоучи, Окутама град, Токио (1981–2010) | Клима Огоучи, Окутама град, Токио (1981–2010) | Клима Огоучи, Окутама град, Токио (1981–2010) | Клима Огоучи, Окутама град, Токио (1981–2010) |
| Показатељ \ Месец                             | .Јан.                                         | .Феб.                                         | .Мар.                                         | .Апр.                                         | .Мај.                                         | .Јун.                                         | .Јул.                                         | .Авг.                                         | .Сеп.                                         | .Окт.                                         | .Нов.                                         | .Дец.                                         | .Год.                                         |
| --------------------------------------------- | --------------------------------------------- | --------------------------------------------- | --------------------------------------------- | --------------------------------------------- | --------------------------------------------- | --------------------------------------------- | --------------------------------------------- | --------------------------------------------- | --------------------------------------------- | --------------------------------------------- | --------------------------------------------- | --------------------------------------------- | --------------------------------------------- |
| Максимум, °C (°F)                             | 6,7 (44,1)                                    | 7,1 (44,8)                                    | 10,3 (50,5)                                   | 16,3 (61,3)                                   | 20,5 (68,9)                                   | 23,0 (73,4)                                   | 26,8 (80,2)                                   | 28,2 (82,8)                                   | 23,9 (75)                                     | 18,4 (65,1)                                   | 13,8 (56,8)                                   | 9,3 (48,7)                                    | 17,1 (62,8)                                   |
| Просек, °C (°F)                               | 1,3 (34,3)                                    | 1,8 (35,2)                                    | 5,0 (41)                                      | 10,6 (51,1)                                   | 15,1 (59,2)                                   | 18,5 (65,3)                                   | 22,0 (71,6)                                   | 23,2 (73,8)                                   | 19,5 (67,1)                                   | 13,8 (56,8)                                   | 8,5 (47,3)                                    | 3,8 (38,8)                                    | 11,9 (53,4)                                   |
| Минимум, °C (°F)                              | −2,7 (27,1)                                   | −2,3 (27,9)                                   | 0,6 (33,1)                                    | 5,6 (42,1)                                    | 10,5 (50,9)                                   | 14,8 (58,6)                                   | 18,7 (65,7)                                   | 19,7 (67,5)                                   | 16,3 (61,3)                                   | 10,3 (50,5)                                   | 4,6 (40,3)                                    | −0,1 (31,8)                                   | 8,1 (46,6)                                    |
| Количина падавина, mm (in)                    | 44,1 (1,736)                                  | 50,0 (1,969)                                  | 92,5 (3,642)                                  | 109,6 (4,315)                                 | 120,3 (4,736)                                 | 155,7 (6,13)                                  | 195,4 (7,693)                                 | 280,6 (11,047)                                | 271,3 (10,681)                                | 172,4 (6,787)                                 | 76,7 (3,02)                                   | 39,9 (1,571)                                  | 1.623,5 (63,917)                              |
| Сунчани сати — месечни просек                 | 147,1                                         | 127,7                                         | 132,2                                         | 161,8                                         | 154,9                                         | 109,8                                         | 127,6                                         | 148,3                                         | 99,1                                          | 94,5                                          | 122,1                                         | 145,6                                         | 1.570,7                                       |
| Извор: Јапанска метереолошка агенција         |                                               |                                               |                                               |                                               |                                               |                                               |                                               |                                               |                                               |                                               |                                               |                                               |                                               |

Клима Чичијиме у Огасавара селу на граници између тропске саванске климе (Кепенова класификација Aw) и влажне суптропске климе (Кепенова класификација Cfa). Оно је око 1.000 km јужно од шире токијске области што резултира у различитим климатским условима.
| Клима Чичијима, Огасавара, Токио (1981–2010) | Клима Чичијима, Огасавара, Токио (1981–2010) | Клима Чичијима, Огасавара, Токио (1981–2010) | Клима Чичијима, Огасавара, Токио (1981–2010) | Клима Чичијима, Огасавара, Токио (1981–2010) | Клима Чичијима, Огасавара, Токио (1981–2010) | Клима Чичијима, Огасавара, Токио (1981–2010) | Клима Чичијима, Огасавара, Токио (1981–2010) | Клима Чичијима, Огасавара, Токио (1981–2010) | Клима Чичијима, Огасавара, Токио (1981–2010) | Клима Чичијима, Огасавара, Токио (1981–2010) | Клима Чичијима, Огасавара, Токио (1981–2010) | Клима Чичијима, Огасавара, Токио (1981–2010) | Клима Чичијима, Огасавара, Токио (1981–2010) |
| Показатељ \ Месец                            | .Јан.                                        | .Феб.                                        | .Мар.                                        | .Апр.                                        | .Мај.                                        | .Јун.                                        | .Јул.                                        | .Авг.                                        | .Сеп.                                        | .Окт.                                        | .Нов.                                        | .Дец.                                        | .Год.                                        |
| -------------------------------------------- | -------------------------------------------- | -------------------------------------------- | -------------------------------------------- | -------------------------------------------- | -------------------------------------------- | -------------------------------------------- | -------------------------------------------- | -------------------------------------------- | -------------------------------------------- | -------------------------------------------- | -------------------------------------------- | -------------------------------------------- | -------------------------------------------- |
| Максимум, °C (°F)                            | 20,5 (68,9)                                  | 20,1 (68,2)                                  | 21,5 (70,7)                                  | 23,2 (73,8)                                  | 25,4 (77,7)                                  | 28,0 (82,4)                                  | 30,0 (86)                                    | 29,9 (85,8)                                  | 29,7 (85,5)                                  | 28,3 (82,9)                                  | 25,6 (78,1)                                  | 22,4 (72,3)                                  | 25,4 (77,7)                                  |
| Просек, °C (°F)                              | 18,4 (65,1)                                  | 17,9 (64,2)                                  | 19,2 (66,6)                                  | 21,0 (69,8)                                  | 23,2 (73,8)                                  | 25,8 (78,4)                                  | 27,5 (81,5)                                  | 27,7 (81,9)                                  | 27,5 (81,5)                                  | 26,2 (79,2)                                  | 23,5 (74,3)                                  | 20,3 (68,5)                                  | 23,2 (73,8)                                  |
| Минимум, °C (°F)                             | 15,7 (60,3)                                  | 15,3 (59,5)                                  | 16,7 (62,1)                                  | 18,8 (65,8)                                  | 21,2 (70,2)                                  | 24,0 (75,2)                                  | 25,4 (77,7)                                  | 25,9 (78,6)                                  | 25,5 (77,9)                                  | 24,1 (75,4)                                  | 21,3 (70,3)                                  | 17,8 (64)                                    | 21,0 (69,8)                                  |
| Количина кише, mm (in)                       | 65,3 (2,571)                                 | 58,2 (2,291)                                 | 77,0 (3,031)                                 | 118,4 (4,661)                                | 145,4 (5,724)                                | 134,7 (5,303)                                | 80,9 (3,185)                                 | 112,6 (4,433)                                | 131,1 (5,161)                                | 132,1 (5,201)                                | 128,2 (5,047)                                | 108,7 (4,28)                                 | 1.292,6 (50,888)                             |
| Дани са кишом (≥ 0.5 mm)                     | 10,3                                         | 9,1                                          | 10,8                                         | 9,9                                          | 11,7                                         | 9,3                                          | 8,4                                          | 11,0                                         | 11,6                                         | 13,0                                         | 11,1                                         | 11,8                                         | 128                                          |
| Релативна влажност, %                        | 66                                           | 68                                           | 73                                           | 79                                           | 83                                           | 86                                           | 82                                           | 82                                           | 82                                           | 80                                           | 75                                           | 70                                           | 77,2                                         |
| Сунчани сати — месечни просек                | 136,4                                        | 131,4                                        | 154,7                                        | 148,2                                        | 159,8                                        | 198,9                                        | 250,3                                        | 211,0                                        | 200,9                                        | 179,1                                        | 140,9                                        | 126,8                                        | 2.038,4                                      |
| Извор: Јапанска метеоролошка агенција        |                                              |                                              |                                              |                                              |                                              |                                              |                                              |                                              |                                              |                                              |                                              |                                              |                                              |

## Животна средина
Токио је донео мере за смањење емитовања гасова стаклене баште. Гувернер Шинтаро Ишихара је креирао први јапански систем емисионих максимума, с циљем редуковања емисије гасова зелене баште за тоталних 25% до 2020, релативно на ниво из 2000. Токио је пример урбаног топлотног острва, и феномен је посебно озбиљан у његовим ширим градским областима. Према тврдњама Токијске градске владе, годишња средња температура је повишена за око 3 °C током задњих 100 година. Токио је навођен као „убедљив пример релације између урбаног раста и климе.“
Године 2006, Токио је донео „Десетогодишњи пројекат за Зелени Токио“ који би требало да буде остварен до 2016. Планом је постављен циљ повећања броја стабала дуж путева у Токију на 1 милион (почевши од 480.000), и додавања 1.000 ha зеленог простора, 88 који би био нови парк са именом "Уми но Мори" (морска шума) који би био на повраћеном острву у Токијском заливу, које је раније било депонија. Од 2007. до 2010. 436 ha од планираних 1.000 ha зеленог простора је креирано и 220.000 стабала је посађено, чиме је тотални број порастао на 700.000. До 2014. број стабала дуж путева у Токију се очекивао да порасте до 950.000 и било је планирано да се дода додатних 300 ha зеленог простора.

## Земљотреси
Земљотреси су честа појава у Јапану. Мањи потреси могу се очекивати бар једном месечно и становништво је прилично навикнуто на њих. Нажалост, неки од земљотреса су јачи и прилично разорни. Најтежи ударац нанео је Велики канто земљотрес, 1. септембра 1923. године. За само неколико минута Токио и суседна Јокохама су готово у целости срушени. Животе је изгубило између 100000 и 150000 људи, а око два милиона људи остало је без домова. Земљотрес је изазвао низ пожара који су се брзо проширили захваљујући тајфуну који је дувао са Пацифика. Услед медијске збрке која је настала, данима након земљотреса на улицама су владали хаос и насиље. Пожари су угашени тек три дана касније. Реконструкција града трајала је деценијама.

## Палата
Седиште царске власти Јапана налази се на месту некадашњег утврђења града Едо, које су некада као свој дом користили и шогуни. Ову раскошну грађевину окружују бројни вртови, од којих су неки отворени и за јавност. Из њих се до палате и унутрашњих вртова стиже преко једног од два моста. Међутим, ти делови су отворени за јавност само два дана годишње, за Нову годину и за царев рођендан. Легенда каже да је први цар Јапана, Јиму, син богиње Сунца Аматерасу и да је крунисан пре отприлике хиљаду и по година. За разлику од готово свих Других светских династија, ова се одржала до данас, и данашњи цар је директан потомак цара Јимуа. Иако кроз историју цареви нису увек имали власт, увек су представљали ауторитет који су уважавали носиоци стварне власти. Чак и данас, када је Јапан модерна држава са демократски изабраном влашћу, царска породица сматра се изузетно значајном и уваженом.

## Гинза
Ово је део града са највише продавница, ресторана и ноћних клубова. Свака робна марка која нешто значи у свету има свој простор управо у Гинзи. Некада се ту налазила ковница сребрњака по чему је цео крај добио име. Након великог земљотреса 1923, област је претворена у трговинску четврт која је брзо напредовала. Гинза је позната по најскупљем земљишту на свету- квадратни метар грађевинског земљишта често прелази цену од 100000 америчких долара. Током викенда Гинза је пешачка зона, а бројни ресторани отварају своје баште.

## Акихабара
У питању је четврт која највише подсећа на бувљу пијацу из научнофантастичних филмова. Иако су главни артикли електроника, компјутерске компоненте и аудио и видео опрема, на истим тезгама може се купити све и свашта, укључујући и воће и одећу. Путник намерник овде се најпре среће с неонским рекламама и видео-бимовима, али, за разлику од већине других базара у свету, овде продавци не маме купце гласним рекламирањем своје робе и извикивањем цена. Наиме, како и доликује центру светске електронике, сви гласови су снимљени и врте се непрекидно појачани до максимума. Акихабара је због тога бучна, шарена и готово непроходна.

## Јокохама
Јокохама можда најбоље илуструје ширење Јапана на околне градове и села. Некада, она је била рибарско село. Са отварањем Јапана ка свету током 19. века, село се претворило у луку, а затим у мали градић који је брзо прихватио утицај далеких западних земаља. До краја века, ту су се објављивале прве јапанске новине, а улице су по први пут биле осветљене лампама на гас. Будући да се налази на западној страни Токијског залива, на свега тридесетак километара од ужег центра града, Јокохама је од 1927. повезана са Токиом редовном метро линијом. Већ деценију касније, градови се стапају у један. Захваљујући Јокохами данас је Токио једини град на свету који има предграђе са више од 3 милиона становника.

## Становништво
Октобра 2012, званична унутарпописна процена је показала 13,22 милиона људи у Токију, од којих 8,996 милиона живи унутар Токијске 23 области. Током дана, популација нарасте за преко 2,5 милиона пошто радници и студенти пристигну из суседних области. Овај ефекат је још наглашенији у три централне области Чијода, Чуо, и Минато, чија колективна популација је по попису из 2005. била 326.000 током ноћи, а 2,4 милиона током дана.
Целокупна префектура је имала 12.790.000 становника октобра 2007. (8.653.000 у 23 области), при чему се број повећа за преко 3 милиона током дана. Токио је задњих година на свом највишем нивоу популације свих времена, док су 23 области званично имале 8.893.094 по попису из 1965, број је био опао на испод 8 милиона по попису из 1995.
Године 2005, најбројнији странци у Токију су били Кинези (123,661), Корејци (106,697), Филипинци (31,077), Американци (18,848), Британци (7,696), Бразилци (5,300) и Французи (3,000).
Године 1889, Министарство унутрашњих послова је забележило 1.375.937 људи у граду Токио и тотално 1.694.292 људи у Токyо-фу. Исте године, укупно 779 особа стране националности је забележено да бораве у Токију. Најзаступљенија националност су били Британци (209 резидента), чему су следели Американци (182) и припадници династије Ћинг (137).
| По подручју1                                                                                          | Токио Специјалне области Тама подручје Острва                    | 12,79 милион 8,653 милион 4,109 милион 1. 000                  |
| По узрасту²                                                                                           | Деца (узраст 0-14) Одрасли (узраст 15-64) У пензији (узраст 65+) | 1,461 милион (11,8%) 8,546 милион (69,3%) 2,332 милион (18,9%) |
| По добу дана³                                                                                         | Дан Ноћ                                                          | 14,978 милион 12,416 милион                                    |
| По националности                                                                                      | Странци                                                          | 364.6534 (2,9% тотала)                                         |
| \| 1 Процена од 1. октобра 2007 ² од 1. јануара 2007. \| ³ по попису из 2005 4 од 1. јануара 2006. \| |                                                                  |                                                                |
| 1 Процена од 1. октобра 2007 ² од 1. јануара 2007.                                                    | ³ по попису из 2005 4 од 1. јануара 2006.                        |                                                                |

| 1 Процена од 1. октобра 2007 ² од 1. јануара 2007. | ³ по попису из 2005 4 од 1. јануара 2006. |

## Привреда
Токио има највећу градску економију на свету. Према студији коју је спровела агенција PricewaterhouseCoopers, урбана област Токија (35 милиона људи) је имала ГДП од 1,9 америчких долара милијарди 2012. године (по паритету куповне моћи), што ју је ставило на врх листе. Од компанија на листи Глобал 500 у Токију је базирана 51, што је скоро два пута више од другопласираног града (Париза).
Токио је значајан међународни финансијски центар, у коме се налазе седишта неколико највећих инвестиционих банки и осигуравајућих компанија на свету, и служи као чвориште јапанског транспортног система, издавачке, електронске и радио дифузних индустрије. Током централизованог раста јапанске економије након Другог светског рата, многе велике фирме су преселиле своја седишта и градова као што је Осака (историјске трговачке престонице) у Токио, у покушају да искористе бољи приступ влади. Тај тренд је почео са успоравањем због сталног раста популације града и трошка живота у њему.
 је рангирао Токио као најскупљи град (са највишим животним трошковима) на свету током 14 година редом, што се окончало 2006.
Токио је био описиван као један од три „командна центра“ светске економије, заједно с Њујорком и Лондоном. Токијска берза је највећа јапанска берза, и трећа по величини у свету по капитализацији тржишта и четврта према промету деоница. Године 1990. на крају јапанског мехура цена некретнина, она је чинила више од 60% светске берзне вредности. Токио је имао 8.460 ha пољопривредног земљишта 2003, према Министарству пољопривреде, шумарства и рибарства, те је био најмања префектура у земљи у том погледу. Пољопривредно земљиште је концентрисано у Западном Токију. Кварљиве намирнице као што су поврће, воће и цвеће се могу подесно транспортовати на тржишта у источном делу префектуре. Коматсуна и спанаћ су најважније поврће; Године 2000, Токио је снабдевао 32,5% количине komatsuna продате на свој централној зеленој пијаци.
Са 36% своје површине покривено шумом, Токио има екстензивни раст криптомерија и јапанског чемпреса, посебно у планинским западним деловима: Акируно, Оме, Окутама, Хачиоји, Хиноде, и Хинохара. Смањење цене дрвета, повећање у трошковима производње, и повећање старости међу шумарским становништвом довеле до пада у Токијске производње прерађеног дрвета. Поред тога, полен, посебно са криптомерија, је значајан алерген за оближње популационе центре. Токијски залив је некад био знатан извор рибе. Тренутно, највећи део Токијске рибље производње долази са спољашњих острва, као што су Изу Ошима и Хачијојима. Туна, нори, и аји су међу океанским продуктима.
Туризам у Токију исто тако доприноси економији. Године 2006, 4,81 милиона странаца и 420 милиона Јапанаца је посетило Токио. Економска вредност тих посета је износила 9,4 билиона јена према извештају владе Токија. Многи туристи посећују разне центре градова, продавнице, и забавне дистрикте широм суседстава посебних округа Токија. Школској деци на екскурзијама, посета Токијском торњу је обавезна. Културна понуда обухвата свеприсутну јапанску поп културу и асоциране дистрикте као што су Шибуја и Харајуку, супкултурне атракције као што је аниме центар студија Гибли, као и музеји попут Токијског националног музеја, у којем се налази 37% уметничког националног блага земље (87/233).
Рибара Тсукији у централном Токију је највеће тржиште рибе и морских плодова на велико на свету, а такође и једно од највећих прехрамбених тржишта на велико било које врсте. Тсукији тржиште се строго придржава традиција свог претходника, Нихомбаши рибаре, и опслужује око 50.000 купаца и продаваца сваки дан. Трговци на мало и велико, акционари, и обични грађани се окупљају на тржишту, креирајући јединствен микрокосмос организованог хаоса који још увек наставља да напаја град и његове залихе хране након више од четири века.

### Саобраћај
Железница је основно превозно средство у Токију још од почетка 20. века. Захваљујући брижљиво планираном јавном превозу, овај град успешно издржава 35 милиона својих становника који непрекидно журе са једног на други крај града. Број аутомобила, у односу на број становника, је релативно мали- возови су бржи, тачнији и јефтинији начин кретања кроз град. Истини за вољу, током шпица су претрпани до те мере да на прометнијим станицама постоје људи којима је посао да погурају оне који висе са врата и помогну им да стану у већ крцат вагон. Градски саобраћај обухвата преко 17 линија и више од 1000 станица. Најпрометнија је Шинџуку, која је свакако и светски рекордер са преко 3 милиона путника дневно. На саму станицу се улази кроз један од 200 улаза. По површини превазилази је једино железничка станица у граду Нагоји.

## Култура
Места од религијског значаја у Токију:
- Канда
- храм Меиђи
- Сенсођи
- Катедрала Св. Марије, Токио
- Храм Јасукуни

## Партнерски градови
- Берлин
- Њујорк
- Сиднеј
- Џакарта
- Сеул
- Каиро
- Пекинг
- Рим
- Париз
- Москва
- Сао Пауло
- Лондон